# 15559 Abigailhines
15559 Abigailhines eller 2000 GR23 är en asteroid i huvudbältet som upptäcktes den 5 april 2000 av LINEAR i Socorro County, New Mexico. Den är uppkallad efter Abigail M. Hines.